# Aeroportul Municipal Fort Frances
Aeroportul Municipal Fort Frances (IATA: YAG, ICAO: CYAG) este un aeroport din Ontario, Canada.
Situat la o altitudine de 342 m, aeroportul dispune de o singură pistă.